# 断片雲
断片雲（だんぺんうん、ラテン語学術名:fractus、略号:fra）とは、積雲や層雲に見られる雲種の1つ。ちぎれた綿のような形、不規則でぼろぼろと崩れた形の雲片で、空の低い所を風に流されて、急速に形を変える。断片積雲、断片層雲ともいう。
主に2通りの現れ方がある。1つは積雲や層雲が形成されていく初期段階や、逆に消えていく段階に一時的に現れるもの。空の広範囲に広がることはなく、まわりにはもう少し大きな積雲（扁平雲）や層雲がみられる。特に断片層雲は風に乱流を伴うときにみられる。
もう1つは、積乱雲や積雲、乱層雲、高層雲に付随して現れる雲（副変種）のちぎれ雲としてこれらの雲の下にでき、湿った層の乱流により形成される。特に降水の最中やその前後によく現れる。ふつう暗い雲底の下にあって暗い色を呈している。
断片積雲と断片層雲の区別は、前者は雲の上部が丸みを帯び鉛直方向に発達し、色は白みがあって透明度が低い一方、後者はぼろぼろと崩れた形をしていることによる。
"fractus"はラテン語で「壊れた、ぼろぼろの」を意味する"frangere"の分詞で、これにちなんで名づけられた。

## ギャラリー

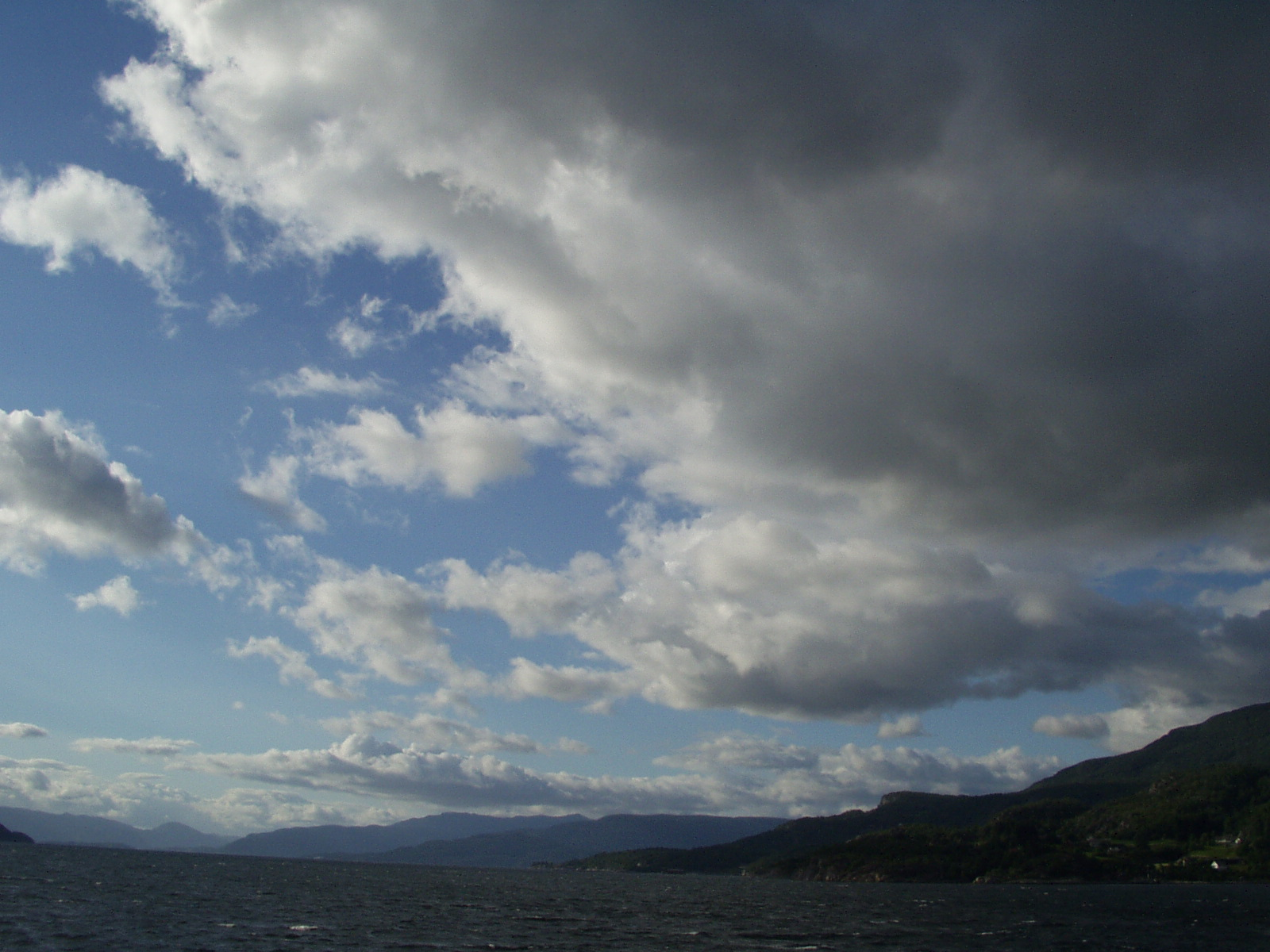
海の上に浮かぶ積雲。断片雲、扁平雲、並雲がみられる
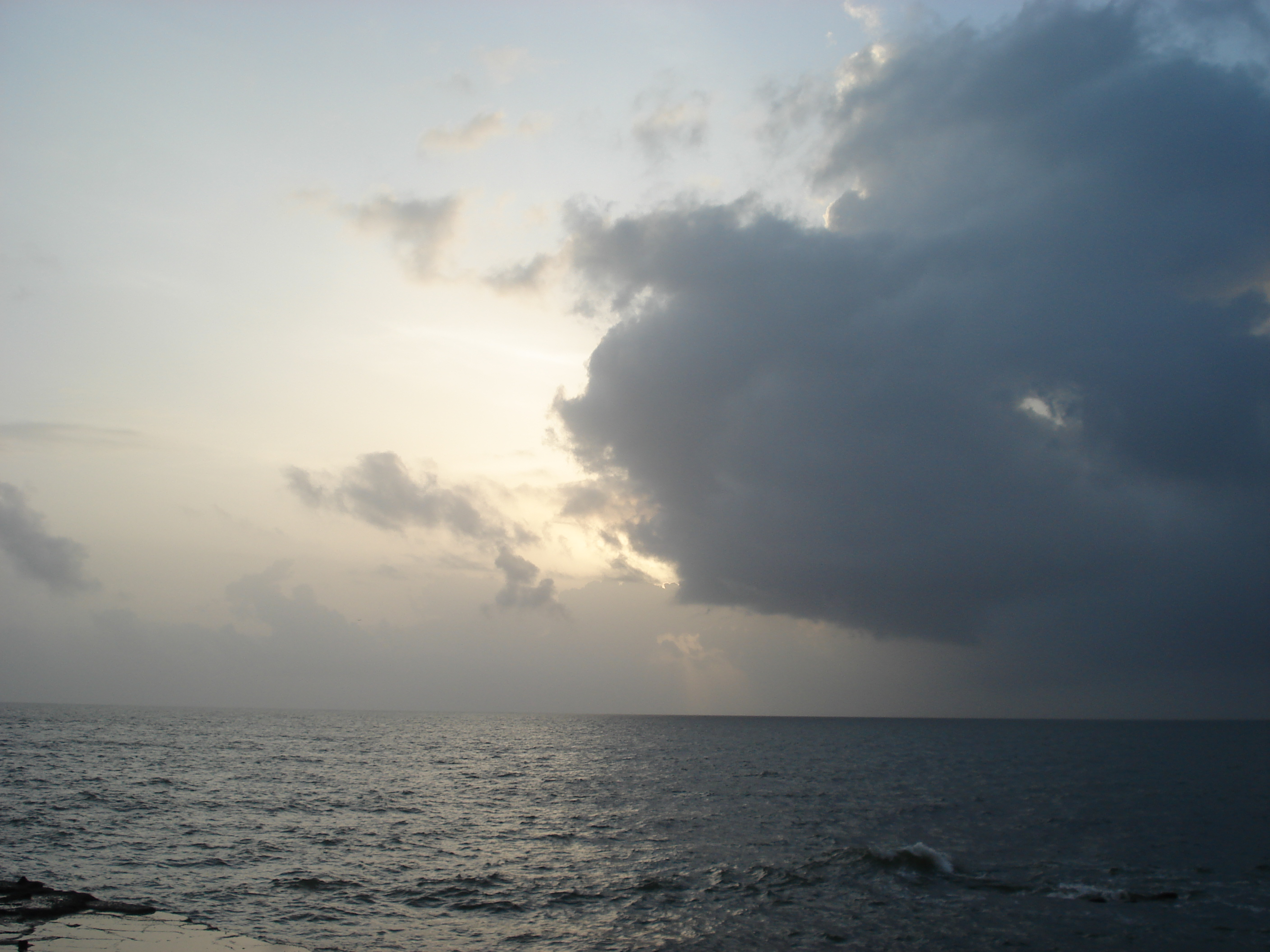
大きく暗い雄大積雲の周りにぽつぽつと断片雲が浮かぶ
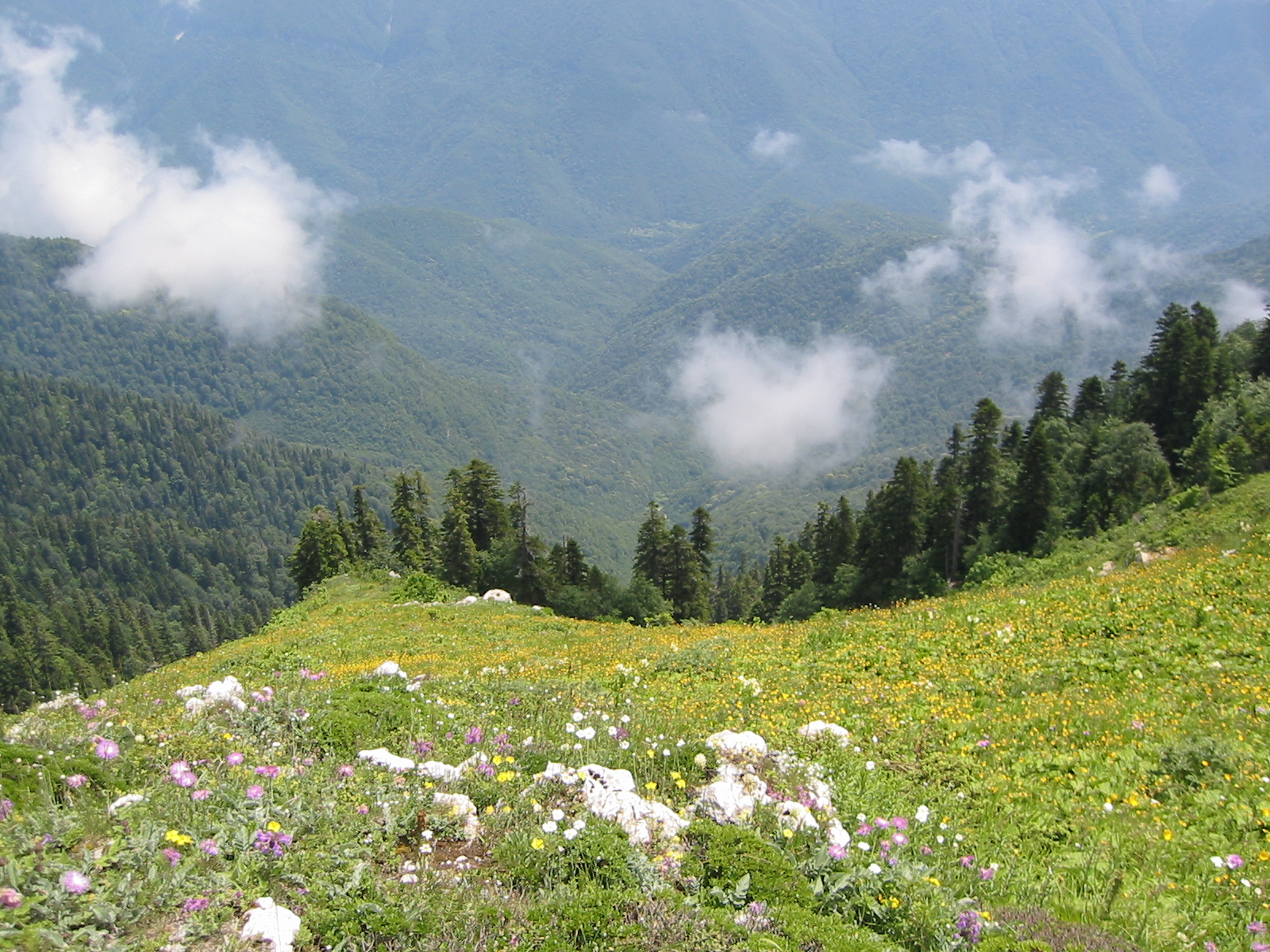
見下ろす山麓に浮かぶ断片層雲
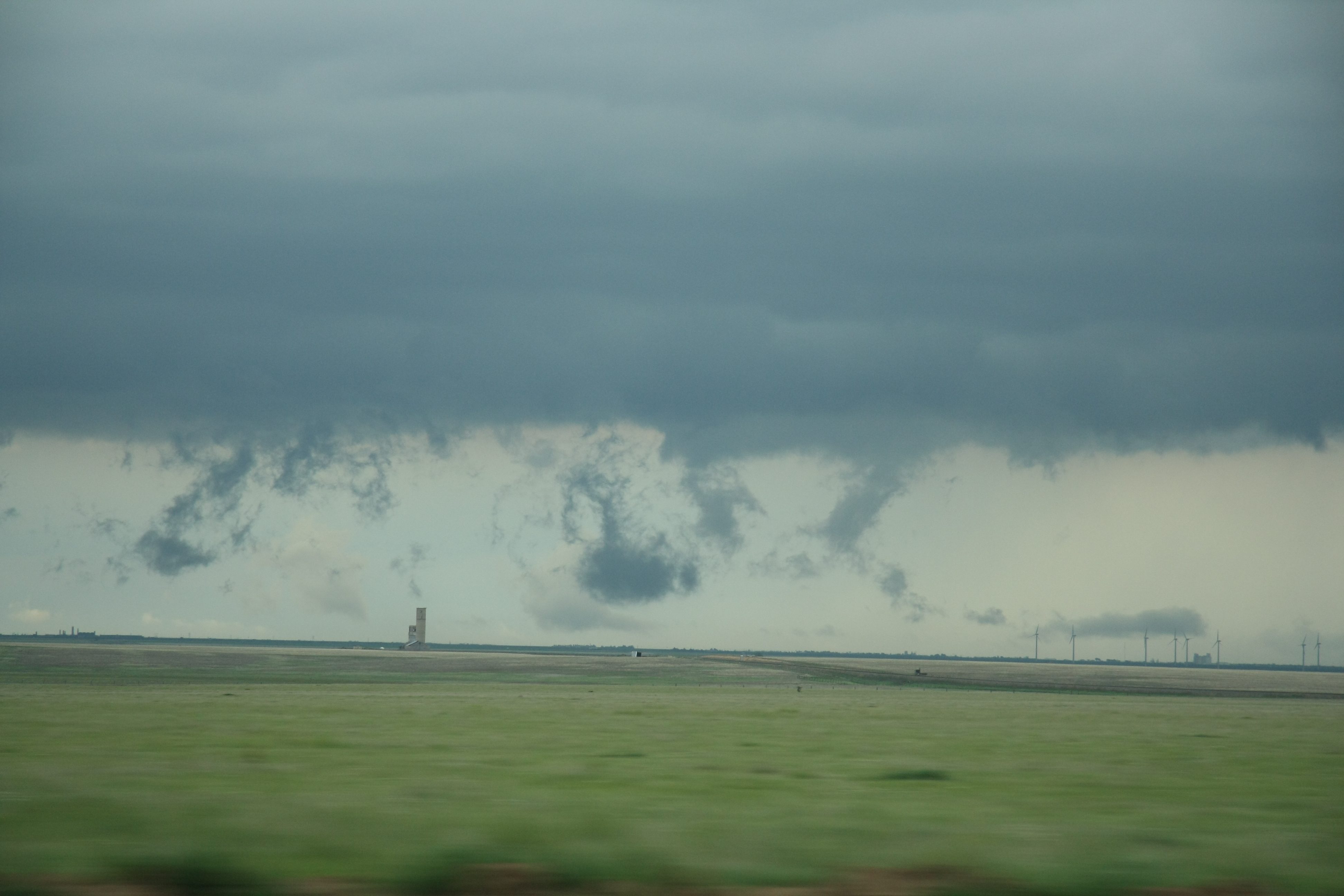
暗い積乱雲のしたに断片雲（ちぎれ雲）が舞う
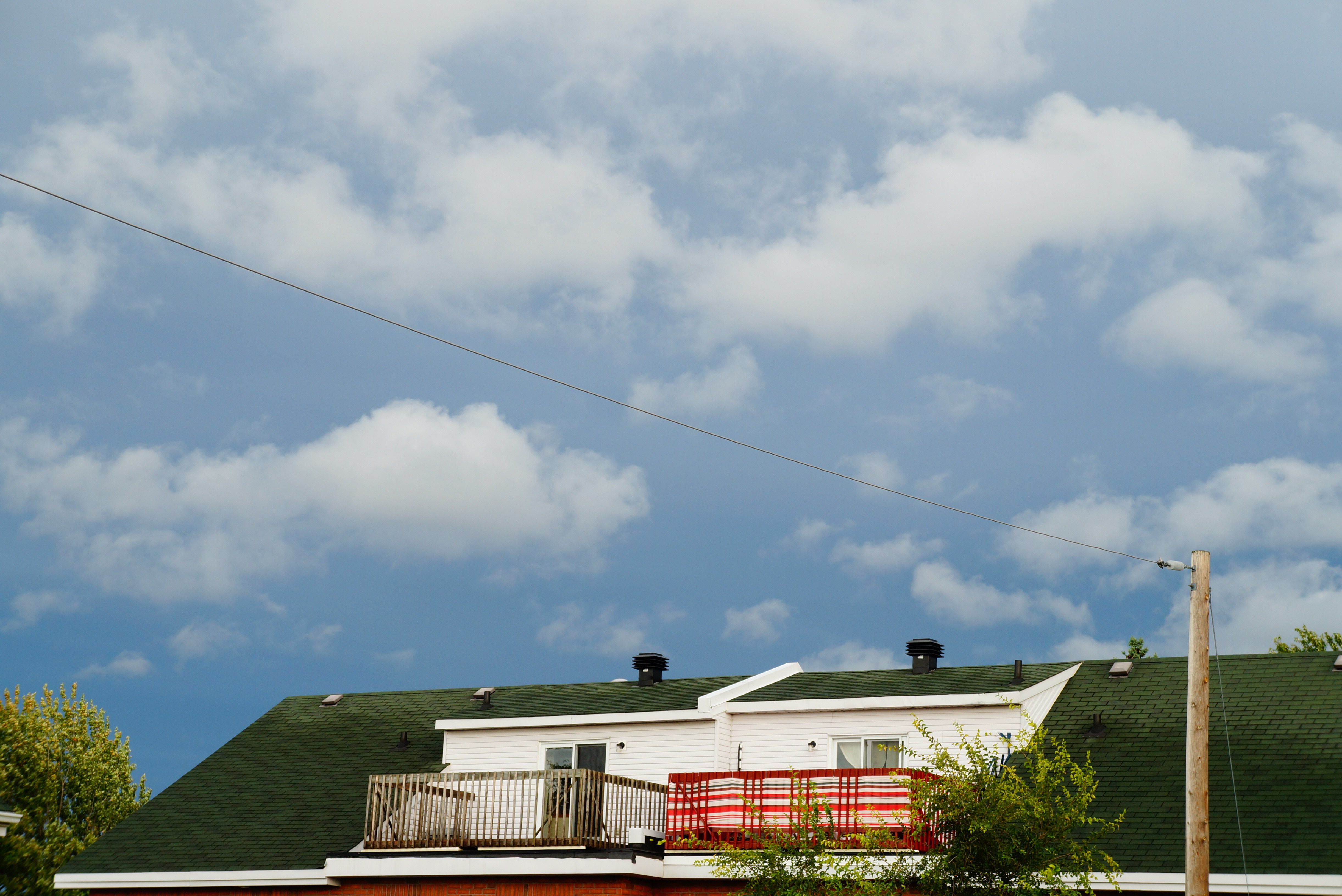
雷雨の後に見られた低い断片積雲
- 映像で見る断片雲の様態